# Lucien Cuénot
Lucien Claude Marie Julien Cuénot (Parigi, 21 ottobre 1866 – Nancy, 7 gennaio 1951) è stato un genetista e biologo francese.
Era un sostenitore del Mendelismo, un argomento non molto popolare tra i biologi francesi. Nella genetica riconobbe contemporaneamente a W. Bateson la validità delle leggi di Mendel negli animali, 1902.